# Eduardo Aguirre
Pour les articles homonymes, voir Aguirre.
 (novembre 2021).
Si vous disposez d'ouvrages ou d'articles de référence ou si vous connaissez des sites web de qualité traitant du thème abordé ici, merci de compléter l'article en donnant les références utiles à sa vérifiabilité et en les liant à la section « Notes et références ».
Eduardo Aguirre est un footballeur mexicain né le 3 août 1998 à San Pedro (en). Il joue au poste d'attaquant au Santos Laguna. 

## Biographie

### En club
Formé au Santos Laguna, il intègre la première équipe en 2017. Il est prêté en 2017 au Tampico Madero, où il fait ses débuts professionnels le 22 juillet 2017, contre le CD Zacatepec. Le 14 février 2018, il marque son premier but contre le Club Universidad de Guadalajara. 
Le 17 février 2020, il marque ses deux premiers buts dans le championnat du Mexique, lors de la réception des Tigres UANL, permettant à son équipe de l'emporter 2-1.

### En sélection
Avec les moins de 17 ans, il dispute la Coupe du monde des moins de 17 ans en 2015. Lors de cette compétition organisée au Chili, il joue sept matchs. Il se met en évidence en marquant un but contre le pays organisateur en huitièmes de finale. Il délivre également trois passes décisives, contre l'Argentine et l'Allemagne en phase de poule, puis contre le Nigeria en demi-finale. Le Mexique se classe quatrième du mondial, en étant battu par la Belgique lors de la "petite finale".
Avec les moins de 20 ans, il participe au championnat de la CONCACAF des moins de 20 ans en 2017. Lors de cette compétition organisée au Costa Rica, il joue cinq matchs. Il se met en évidence en marquant deux buts, contre le Canada, et le Salvador. Il dispute quelques semaines plus tard la Coupe du monde des moins de 20 ans qui se déroule en Corée du Sud. Lors du mondial junior, il joue quatre matchs. Le Mexique s'incline en quart de finale face à l'Angleterre.
Avec l'équipe des moins de 21 ans, il s'illustre en étant l'auteur en juin 2018 d'un doublé contre la Chine, puis d'un triplé face à la Turquie.
Il participe ensuite avec l'équipe olympique du Mexique aux Jeux olympiques d'été de 2020, organisés lors de l'été 2021 à Tokyo. Lors du tournoi olympique, il joue cinq matchs. Il se met en évidence en marquant deux buts, tout d'abord contre la France en phase de poule, puis contre la Corée du Sud en quart de finale. Le Mexique remporte la médaille de bronze en battant le Japon lors de la "petite finale".
Le 1er juillet 2021, il figure pour la première fois sur le banc des remplaçants de l'équipe nationale A, mais sans entrer en jeu, lors d'une rencontre amicale face au Panama (victoire 3-0). Il reçoit finalement sa première sélection en équipe du Mexique le 27 octobre 2021, lors d'une rencontre amicale contre l'Équateur, où il entre en jeu à la 65e, à la place de Santiago Giménez (défaite 2-3).

## Palmarès

### En sélection
| Mexique -17 ans - Championnat de la CONCACAF -17 ans (1) : - Vainqueur : 2015. |  | Mexique olympique - Jeux olympiques : - Bronze : 2020. |